# Orquestra del Teatre Municipal
L'Orquestra del Teatre Municipal és una orquestra de Girona.
Des de finals del segle xviii, el “Theatro de Comedias” de Girona disposava d'una petita orquestra. A la dècada de 1840 es va consolidar com a teatre d'òpera, un fet que va fer necessària l'ampliació del nombre de músics i la seva professionalització. En aquells moments els músics no hi actuaven esporàdicament, sinó que tenien contractes i estaven regits per una normativa complexa, com qualsevol altre treballador de l'ajuntament. És la primera orquestra simfònica documentada a la ciutat de Girona.
La temporada 1838-1839 va ser clau per l'ampliació de l'orquestra, ja que es va interpretar, per primera vegada, una òpera sencera, la Norma de Bellini. Per aquella representació la plantilla de músics va passar de 8 a 14 membres. Aleshores l'orquestra estava dirigida per Ignasi Cascante, un flautista de carrera militar que s'establí a Girona com a professor de música. El sou de Cascante era de vuit rals per funció, el doble del que cobraven la resta de músics.